# Phrynobatrachus irangi
Espèce
Statut de conservation UICN

 EN B1ab(iii) : En danger
Phrynobatrachus irangi est une espèce d'amphibiens de la famille des Phrynobatrachidae.

## Répartition
Cette espèce est endémique du Kenya. Elle se rencontre entre 1 900 et 2 300 m d'altitude sur le mont Kenya et dans les monts Aberdare,.

## Étymologie
Cette espèce est nommée en référence au lieu de sa découverte, la forêt d'Irangi.

## Publication originale
- Drewes & Perret, 2000 : A new species of giant, montane Phrynobatrachus (Anura: Ranidae) from the central mountains of Kenya. Proceedings of the California Academy of Sciences, sér. 4, vol. 52, p. 55-64 (texte intégral).